# Массовое убийство на военной базе Форт-Худ (2014)
Массовое убийство на военной базе Форт-Худ в 2014 году — преступление, произошедшее на военной базе Форт-Худ в американском штате Техас 2 апреля 2014 года. 
34-летний Иван (Айвен) Лопес перемещался по базе на личном автомобиле между тремя зданиями и расстреливал как находившихся в них людей, так и тех, кто проходил или проезжал мимо. Стрельба началась в административном отделе 49-го транспортного батальона и продолжалась чуть больше 8 минут. За это время он успел выпустить свыше 35 пуль. Военнослужащий застрелил 3 военнослужащих, ранил 16, после чего застрелился. Сообщения о стрельбе поступили в 16:30 (2:30 по московскому времени). В качестве предположительной причины трагедии следователи называют отказ руководства предоставить отпуск по семейным обстоятельствам и конфликт с сослуживцами. Ранее сообщалось, что Лопес лечился у психиатра от депрессии и приступов тревоги, однако их точная причина не установлена: по некоторым данным, Лопес получил черепно-мозговую травму во время командировки в Ирак в 2011 году (хотя участия в боевых действиях не принимал). Не исключено также, что он страдал от посттравматического стрессового расстройства. Кроме того, имеются данные, что в ноябре прошлого года у него уже был конфликт с начальством по поводу отпуска. Тогда командование предоставило ему всего 24 часа для поездки на похороны матери, хотя позднее отпуск был продлён до двух суток. На согласование ушло пять дней.